# Таранто
Таранто (итал. Taranto, лат. Tarentum) је важан град у Италији. Таранто је други по величини и значају град у покрајини Апулија у јужном делу државе и главни град истоименог Округа Таранто.
Таранто је познат као важна италијанска лука и седиште државне морнарице за Јонско море.

## Порекло назива
Назив Таранто води порекло од старогрчке речи „Тарас“ (грч. Τάρας) по митском јунаку Тарасу. Овај назив се касније изменио у латински „Тарентум“ лат. Tarentum) и на крају у италијански „Таранто“.

## Географија
Таранто се налази у јужној Италији. Од престонице Рима град је удаљен 540 км југоисточно, а од Барија 100 км јужно.

### Рељеф
Таранто је смештен на врху „пете“ "италијанске чизме", на месту где се мање Саленто полуострво издваја од остатка државе. Град се налази на северној обали истоименог Тарантског залива, дела Јонског мора. Град се развио у стратешки важном малом заливу на иначе слабо разуђеној обали. У позадини Таранта налази се приобална равница, а даље, ка северозападу издиже се прво предапенинско побрђе.

### Клима
Клима у Таранту је средоземна.
| Клима (Таранто)          | Клима (Таранто) | Клима (Таранто) | Клима (Таранто) | Клима (Таранто) | Клима (Таранто) | Клима (Таранто) | Клима (Таранто) | Клима (Таранто) | Клима (Таранто) | Клима (Таранто) | Клима (Таранто) | Клима (Таранто) | Клима (Таранто) |
| Показатељ \ Месец        | .Јан.           | .Феб.           | .Мар.           | .Апр.           | .Мај.           | .Јун.           | .Јул.           | .Авг.           | .Сеп.           | .Окт.           | .Нов.           | .Дец.           | .Год.           |
| ------------------------ | --------------- | --------------- | --------------- | --------------- | --------------- | --------------- | --------------- | --------------- | --------------- | --------------- | --------------- | --------------- | --------------- |
| Средњи максимум, °C (°F) | 16,0 (60,8)     | 16,7 (62,1)     | 20,3 (68,5)     | 25,4 (77,7)     | 30,0 (86)       | 32,0 (89,6)     | 35,5 (95,9)     | 35,5 (95,9)     | 30,2 (86,4)     | 25,2 (77,4)     | 19,8 (67,6)     | 16,5 (61,7)     | 35,5 (95,9)     |
| Средњи минимум, °C (°F)  | 10,3 (50,5)     | 10,0 (50)       | 14,0 (57,2)     | 15,0 (59)       | 19,1 (66,4)     | 22,2 (72)       | 25,4 (77,7)     | 25,9 (78,6)     | 22,8 (73)       | 17,9 (64,2)     | 14,5 (58,1)     | 10,8 (51,4)     | 10 (50)         |
| [ тражи се извор ]       |                 |                 |                 |                 |                 |                 |                 |                 |                 |                 |                 |                 |                 |

### Воде
Таранто је типичан приморски град, који се налази на северној обали истоименог Тарантског залива, дела Јонског мора. Град се састоји из два дела, између којих је узак канал, који спаја залив са морем. Копнених водотока нема у граду.

## Историја

### Антика
Подручје Таранта било је насељено још у доба праисторије. У време антике у близини је основано грчко насеље Тарас, колонија Спарте, а које је улазило у састав Велике Грчке. У то време град је имао велики значај међу грчким колонијама у Великој Грчкој. Римљани су водили два рата у циљу заузимања града и околине. У првом, тзв. Пирском рату, су изгубили, али су Таранто и савезници имали велике губитке ("Пирова победа"). У другом рату Римљани су покорили југ Италије. Касније се у доба старог Рима овде образовала велика лука и град уз њу, које мења назив Тарантум, из ког се извео данашњи назив града.

### Средњи век
У средњем веку град мења много господара. Прво град запоседају Готи, потом Лангобарди и на крају Византија. У 11. веку град запоседају Нормани и они владају више векова. У 15. веку град је доспео у посед Арагона и Напуљске краљевине.

### Нови век
Напуљска краљевина је крајем 18. века дошла у руке Француза током Наполеонове ере. 1860. године Таранто је прикључена новооснованој држави Италији. Град је веома брзо постао важна лука, али још више средиште морнарице. Управо стога је град тешко страдао у бомбардовању 1943. године за време Другог светског рата. После рата град је доживео раст, али и хаотичан урбани развој као и други градови јужне Италије, када се веома много некадашњег сеоског становништва населило по ободу града.

## Становништво
Према резултатима пописа становништва 2011. у општини је живело 200.154 становника.
| 1931.   | 1936.   | 1951.   | 1961.   | 1971.   | 1981.   | 1991.   | 2001.   | 2011.   |
| ------- | ------- | ------- | ------- | ------- | ------- | ------- | ------- | ------- |
| 111.616 | 117.722 | 168.941 | 194.609 | 227.342 | 244.101 | 232.334 | 202.033 | 200.154 |

2008. године. Таранто је имао око 194.000 становника, 3 пута више у односу на почетак 20. века. Међутим, последњих година број становника у граду опада - 1970. године било је 25% становника више.
Становништво у граду је махом италијанско (98%). Остатак су релативно нови досељеници, махом из источне Европе.

## Привреда
Таранто је одувек био важна лука, па је и градска привреда ослоњена на лучке делатности и привредне гране повезане са њом. У граду постоје челичане и рафинерије, хемијска индустрија и бродоградилишта, сви повезани са увозом преко луке. Такође, град има и прехрамбену индустрију, развијену захваљујући богатом пољопривредном залеђу.

## Галерија
- Градска Катедрала св. Каталда
- Арагонски замак
- Керамика у Градском археолошком музеју

## Међународна сарадња
- Брест
- Спарта
- Доњецк
- Аликанте
- Исламабад
- Спарта
- Москва